# Daichi Banjou
Daichi Banjou (万乗大智, Banjou Daichi, nascut el 28 de gener de 1969 a la Tòquio (Japó)) és un mangaka japonès. El seu nom real és Akinori Kidera (木寺昭徳). Va nàixer a Tòquio, però es va criar a la Prefectura de Fukuoka. Es va graduar a la Universitat Seinan Gakuin. Després de graduar-se, treballà com a assistent de Takashi Shiina. En 1991 va guanyar el 21è Premi Shogakukan a Nous Artistes per "Feron 11" com també una honorable menció al "Premi Fujiko Fujio". El mateix any, un dels seus treball va aparèixer a l'Especial d'Estiu de CoroCoro Comic.
En 1992 va fer el seu debut formal sota el pseudònim "Daichi Banjou" amb una història curta dita "Puma" en un número especial del Shonen Sunday. La seva obra apareix quasi exclusivament en Shonen Sunday ara, però la seua història d'un volumen Eternal Siren, fou publicada en Young Sunday.

## Treballs
- DAN DOH!!
- DAN DOH!! Xi
- DAN DOH!! ~ Next Generation
- Eternal Siren (サイレン ～ETERNAL SIREN～)
- Bushin (武心)